# ライカ (犬)
ライカ（ロシア語: Лайка、日本語訳の例: 犬、1954年 - 1957年11月3日）は、宇宙船 スプートニク2号に乗せられたメスの犬の名前。地球軌道を周回した最初の動物である。

## スプートニク2号
1957年11月3日、ライカを乗せたソ連のスプートニク2号はバイコヌール宇宙基地から打ち上げられ、地球軌道に到達した。それ以前にも米ソが動物を宇宙に送り出していたが、弾道飛行のみで軌道を周回するまでは至っていなかった（宇宙に行った動物を参照）。実験にオスではなくメスの犬が選ばれたのは、排泄姿勢の問題からである。
スプートニク2号は大気圏再突入が不可能な設計だったため、1958年4月14日、大気圏再突入の際に崩壊した。ライカは打ち上げから10日後に薬入りの餌を与えられて安楽死させられた、とされていた。
しかし、1999年の複数のロシア政府筋の情報によると、「ライカはキャビンの欠陥による過熱で、打ち上げの4日後に死んでいた」という。さらに2002年10月、スプートニク2号の計画にかかわったディミトリ・マラシェンコフは、ライカは打ち上げ数時間後に過熱とストレスにより死んでいた、と論文で発表した。センサーによればライカの心拍数は打ち上げ前には103だったが、加速初期には240まで増加した。無重力状態になってから3時間をかけて通常の脈拍に戻ったが、これは地上実験時の3倍の時間であり、ライカの受けたストレスの大きさを示している。この間、断熱材の一部損傷により船内の気温は摂氏15度から41度に上昇し、飛行開始からおよそ5〜7時間後以降、ライカが生きている気配は送られてこなくなったという。結論としては「正確なところはわからない」ということである。

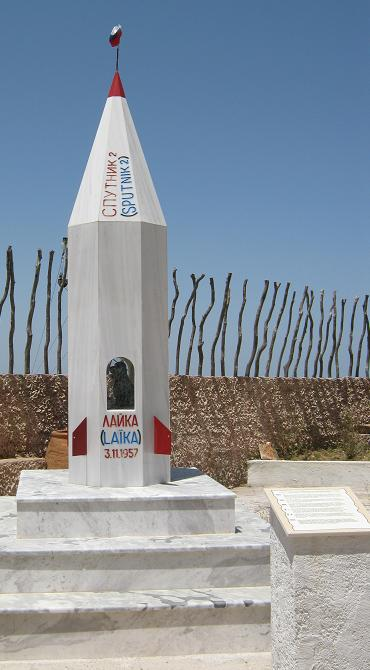
クレタ島のホモサピエンス博物館にあるライカの記念碑

打ち上げから40年後、宇宙犬たちが訓練を受けた、モスクワのペトロフスキー公園 (Петровский парк) の南西にある航空宇宙医学研究所にライカの記念碑が建てられた。

## 名前の混乱

### ライカ
ライカには複数の意味がある。
1. 西側でロシアン・ライカとして知られている犬種。
2. ロシア語版のウィキペディアではЛайкаは曖昧さ回避となっており、ЛайкиはЛайкаの複数形である。これがロシア語の「ライカ犬」の事で、英語版記事の犬種のLaikaによれば、ロシア語ではライカとは1つの犬種ではなく、また英語でロシアン・ライカ（Russian Laika）として知られている数種にも限定されず、北部ロシアで飼われている猟犬のすべてを指す。広義ではツンドラ地帯で犬ぞりに用いられる犬も含む。例えばシベリアン・ハスキーはヤクート・ライカ（якутская лайка）、サモエドはサモエド・ライカとも呼ばれる。なおЛайкаにはセーム革という意味もあるが、ここでは関係ない。
3. ソ連の宇宙犬で最初に軌道飛行をした犬（個体）の名前。

### クドリャフカ
打ち上げ当初、この歴史的なイヌの名前に関する報道はかなり混乱していたが、打ち上げ直後の紙面では「クドリャフカ」という名のスピッツなどと伝えられている。
「クドリャフカ」（Кудрявка, Kudryavka）の語意は「巻き毛ちゃん」（英訳で"Little Curly"）であり、また、この報道においては「巻き尻尾のワンちゃん」という意味を含んでいる。
打ち上げ直後に世界の報道は錯綜し、世界各国で犬の性別すらわからない状態が続いた。当時アメリカ（ニューヨークタイムズ）で真っ先に「（犬種としての）ライカ犬（個体名称は不明）」と発表されたが、数日後にAP通信がソ連からの情報として「犬の本当の名前はライカである」と報じた。
1958年ソ連文化省編・朝日新聞社翻訳・発行の『スプートニク－ソ連の人工衛星のすべて』などではライカの名を使用している。

### ソ連およびロシアにおける犬の呼び名
打ち上げ以降のソ連のニュース映像に登場する新聞の見出しならびに1958年ソ連文化省編（朝日新聞社翻訳）の『スプートニク－ソ連の人工衛星のすべて』では最初に宇宙に旅立った犬の名前について、以下のように記している。
| 「 | 人工衛星には実験用動物（ライカと呼ばれる犬）をのせた。 第二号衛星にのったライカは小型犬で目方は約5キログラムであった。ライカの系統は残念ながら明らかでない。ライカの性格は粘着質であった。飼育室の中にいても、同僚犬たちと争ったことがなかった。 | 」 |

ソ連国内の当時の科学アカデミー会員などの打ち上げ関係者情報では犬を「クドリャフカ」としているが、打ち上げ直後の報道混乱期以降、報道の現場では世界的に「ライカ（ないしはライカ犬）」と呼称しており、以降ソ連国内関係機関を含めてライカという名前が使われるようになった。現在においてはロシア国内の記念碑にも「Лайка」と書かれている。

### ムトニク
これは mutt（雑種犬）と Sputnik（スプートニク）による、当時のアメリカのマスコミによる独自の造語である。
ムトニクが最初の宇宙犬の名前であることの意義については、1957年12月6日に打ち上げ失敗したヴァンガードTV3に対する当時のマスコミの対応についての『レッドムーン・ショック』の記述を参照。
| 「 | 「おお、フロップニク（スプートニクのなりそこない）よ」とロンドンの『デイリー・ヘラルド』紙は嘲笑した。ドイツの新聞は、遅いスプートニクという意味の「シュペトニク」と名づけてからかった。……ほかにも、カプートニク、スプラットニク、ストールニク、スパッターニク、ダドニク、パフィニク、ウープスニク、グーフィーニク（ポンコツスプートニク、ぐしゃぐしゃスプートニク、エンスト、おんぼろ、大ぼら、まぬけ……）等々、好き放題の造語が国内外の見出しをでかでかと飾り | 」 |

### 犬種に関する臆測
「ソ連は世界初の栄誉を「国産固有種の犬」で飾りたかったがために犬種偽装報道をしていた」とする説がある。ただしソ連文化省の解説を翻訳した文献によると、ソ連文化省は1958年の時点で「ライカの系統は残念ながら明らかでない」と述べている。犬種偽装説は例えばジョアン・フォンクベルタ著の『スプートニク』でも見ることができる。なお、ジョアン・フォンクベルタ著の『スプートニク』はフィクション作品とされているが、該当部分から引用する。
| 「 | 宇宙飛行ではいつものことだが、政治的＝技術的な二重の要素が考慮された。(1) 全世界の、特に子供達を夢中にさせるような、かわいくて写真うつりのいい犬を選ぶこと。そしてそれはロシア原産種でなくてはならない。 | 」 |

## その他の宇宙犬
スプートニク2号のために訓練された10匹以上の犬の中から3匹が選ばれた。アリビーナ（Альбина）、ライカ、およびムーハ（Муха）である。アリビーナは既に観測ロケットで2度の飛行経験があった。最終的にライカが選ばれ、アリビーナはライカの控え用に、ムーハは計器と生命維持装置のテストに使われた。スプートニク2号の狭いキャビンに適応させるため、犬達は20日間かけて徐々に小さな檻に移されていったという。
ライカ以降、ソ連は通算13頭の犬をロケットに乗せて打ち上げているが、これは1961年の人類初の有人宇宙飛行（ユーリ・ガガーリンによる）に備えたものであった。ライカは生還しなかったものの、その多くは地上に生還している。周回軌道から無事に生還した2頭の犬、ベルカとストレルカは特に有名で、ストレルカの子犬の1頭はジョン・F・ケネディ米元大統領に贈られた。